# هیلمار وکرله
هیلمار وکرله (به آلمانی: Hilmar Wäckerle) (زاده ۲۴ نوامبر ۱۸۹۹، مرگ ۲ ژوئیه ۱۹۴۱) یک نظامی آلمانی در دوره رایش سوم و از ۲۲ مارس ۱۹۳۳ تا ۲۶ ژوئن ۱۹۳۳ فرمانده اردوگاه کار اجباری داخاو بود.وی در ۲ ژوئیه ۱۹۴۱ در نزدیکی شهر لووف کشته شد.